# لئو آده
لئو آده (انگلیسی: Leo Adde؛ ۲۱ آوریل ۱۹۰۴ – ۱ مارس ۱۹۴۲ (۳۷ سال)) موسیقی‌دان اهل ایالات متحده آمریکا بود.